# Unterbreitenloh (Gehülz)
Unterbreitenloh ist ein Gemeindeteil der Kreisstadt Kronach im Landkreis Kronach (Oberfranken, Bayern).

## Geographie
Unterbreitenloh ist in der Ortsstraße Breitenloh (=B 303) des Gemeindeteils Gehülz aufgegangen.

## Geschichte
Das Anwesen erhielt die Haus-Nr. 2 des Ortes Breitenloh und lag direkt an der Gemarkungsgrenze zu Seelach. In direkter Nachbarschaft stand dort Haus Nr. 11 dieses Ortes. Beide Anwesen wurden wenig später Unterbreitenloh genannt.
Mit dem Gemeindeedikt wurde Unterbreitenloh der Gemarkung Breitenloh dem 1808 gebildeten Steuerdistrikt Neuses und der 1818 gebildeten Ruralgemeinde Gehülz zugewiesen. Im amtlichen Ortsverzeichnis von 1952 wurde der Ort erstmals aufgelistet, auf den topographischen Karten wurde der Ort nie gesondert verzeichnet. Am 1. Mai 1978 wurde Unterbreitenloh im Zuge der Gebietsreform in Bayern in Kronach eingegliedert.

### Einwohnerentwicklung
| Jahr      | 001950 | 001961 | 001970 | 001987 |
| Einwohner | 46     | 84     | *      | +      |
| Häuser    | 7      | 18     |        | +      |
| Quelle    | [ 5 ]  | [ 7 ]  | [ 8 ]  | [ 9 ]  |

## Religion
Der Ort ist römisch-katholisch geprägt und war ursprünglich nach St. Johannes der Täufer (Kronach) gepfarrt. Seit der Gründung der Pfarrei St. Bonifatius (Gehülz) in der ersten Hälfte des 20. Jahrhunderts sind die Katholiken dorthin gepfarrt.